# Lista Przewodniczących Parlamentu Słowenii

## Słoweńska Republika Socjalistyczna
| #  | Imię i Nazwisko                        | Kadencja          | Kadencja          | Legislatura                                     |
| -- | -------------------------------------- | ----------------- | ----------------- | ----------------------------------------------- |
| 1  | Josip Vidmar (1895–1992)               | 19 lutego 1944    | 18 listopada 1946 | Słoweńska Rada Wyzwolenia Narodowego            |
| 2  | Oton Zupancic (1878–1949) (tymczasowo) | 18 listopada 1946 |                   | Zgromadzenie Ustawodawcze Republiki Słowenii    |
| 3  | Bogdan Osolnik (1920 -) (tymczasowo)   | 19 listopada 1946 |                   | Zgromadzenie Ustawodawcze Republiki Słowenii    |
| 4  | Ferdo Kozak (1894 - 1957)              | 19 listopada 1946 | 16 stycznia 1947  | Zgromadzenie Ustawodawcze Republiki Słowenii    |
| 5  | Ferdo Kozak (1900–1983)                | 16 stycznia 1947  | 16 grudnia 1953   | Skupščina Słoweńskiej Republiki Socjalistycznej |
| 6  | Miha Marinko (1900–1983)               | 16 grudnia 1953   | 9 czerwca 1962    | Skupščina Słoweńskiej Republiki Socjalistycznej |
| 7  | Vida Tomšič (1913–1998)                | 9 czerwca 1962    | 25 czerwca 1963   | Skupščina Słoweńskiej Republiki Socjalistycznej |
| 8  | Ivan Maček (1908–1993)                 | 25 czerwca 1963   | 1967              | Skupščina Słoweńskiej Republiki Socjalistycznej |
| 9  | Sergej Kraigher (1914–2001)            | 1967              | 1973              | Skupščina Słoweńskiej Republiki Socjalistycznej |
| 10 | Tone Kropušek (1928 -)                 | 1973              | 1974              | Skupščina Słoweńskiej Republiki Socjalistycznej |
| 11 | Marjan Brecelj (1910–1989)             | 1974              | 1978              | Skupščina Słoweńskiej Republiki Socjalistycznej |
| 12 | Milan Kučan (1941 -)                   | 1978              | 1982              | Skupščina Słoweńskiej Republiki Socjalistycznej |
| 13 | Vinko Hafner (1920 -2015)              | 1982              | 1986              | Skupščina Słoweńskiej Republiki Socjalistycznej |
| 14 | Miran Potrč (1938 -2023)               | 1986              | 1990              | Skupščina Słoweńskiej Republiki Socjalistycznej |

## Republika Słowenii

### Skupščina
| # | Imię i Nazwisko          | Kadencja     | Kadencja        | Partia polityczna |
| - | ------------------------ | ------------ | --------------- | ----------------- |
| 1 | France Bučar (1923–2015) | 17 maja 1990 | 23 grudnia 1992 | SDZ               |

### Zgromadzenie Państwowe
| #  | Imię i Nazwisko                       | Kadencja             | Kadencja             | Partia polityczna |
| -- | ------------------------------------- | -------------------- | -------------------- | ----------------- |
| 1  | Herman Rigelnik (1942-)               | 23 grudnia 1992      | 16 września 1994     | LDS               |
| 2  | Jožef Školč (1960 -)                  | 16 września 1994     | 3 grudnia 1996       | LDS               |
| 3  | Janez Podobnik (1959 -)               | 3 grudnia 1996       | 10 listopada 2000    | SLS               |
| 4  | Borut Pahor (1963 -)                  | 10 listopada 2000    | 12 lipca 2004        | ZLSD              |
| 5  | Feri Horvat (1941-2020)               | 12 lipca 2004        | 22 października 2004 | ZLSD              |
| 6  | France Cukjati (1943 -)               | 22 października 2004 | 15 października 2008 | SDS               |
| 7  | Pavel Gantar (1949 -)                 | 15 października 2008 | 2 września 2011      | Zares             |
| 8  | Ljubo Germič (1960 -)                 | 2 września 2011      | 21 grudnia 2011      | LDS               |
| 9  | Gregor Virant (1969 -)                | 21 grudnia 2011      | 28 stycznia 2013     | LGV/DL            |
| 10 | Jakob Presečnik (1948 -) (tymczasowo) | 28 stycznia 2013     | 27 lutego 2013       | SLS               |
| 11 | Janko Veber (1960 -)                  | 27 lutego 2013       | 1 sierpnia 2014      | SD                |
| 12 | Milan Brglez (1967-)                  | 1 sierpnia 2014      | 22 czerwca 2018      | SMC               |
| 13 | Matej Tonin (1983-)                   | 22 czerwca 2018      | 23 sierpnia 2018     | NSi               |
| 14 | Dejan Židan (1967-)                   | 23 sierpnia 2018     | 3 marca 2020         | SD                |
| 15 | Igor Zorčič (1978-)                   | 5 marca 2020         | 13 maja 2022         | SMC               |
| 16 | Urška Klakočar Zupančič (1977-)       | 13 maja 2022         | nadal                | GS                |

### Rada Państwa
| # | Imię i Nazwisko | Kadencja        | Kadencja        |
| - | --------------- | --------------- | --------------- |
| 1 | Ivan Kristian   | 23 grudnia 1992 | 17 grudnia 1997 |
| 2 | Tone Hrovat     | 17 grudnia 1997 | 17 grudnia 2002 |
| 3 | Janez Sušnik    | 17 grudnia 2002 | 12 grudnia 2007 |
| 4 | Blaž Kavčič     | 12 grudnia 2007 | 12 grudnia 2012 |
| 5 | Mitja Bervar    | 13 grudnia 2012 | 12 grudnia 2017 |
| 6 | Alojz Kovšca    | 12 grudnia 2017 | 19 grudnia 2022 |
| 7 | Marko Lotrič    | 19 grudnia 2022 | nadal           |